# Gabrielle Blossom
Gabrielle Blossom (4 agosto 1999) è una pallavolista statunitense, palleggiatrice della LOVB Omaha.

## Carriera

### Club
La carriera di Gabrielle Blossom inizia nei tornei scolastici del Missouri, giocando per la St. Joseph's Academy. Dopo il diploma entra a far parte della formazione universitaria della Penn State, con la quale disputa la NCAA Division I dal 2018 al 2021, trasferendosi poi alla San Diego nel 2022, dove conclude la sua carriera universitaria, nel corso della quale riceve qualche riconoscimento individuale.
Debutta nella pallavolo professionistica disputando l'Athletes Unlimited Volleyball 2023, dopo la quale viene ingaggiata dalle Columbus Fury per la Pro Volleyball Federation 2024: viene svincolata poco prima della fine del torneo, approdando alle Pinkin de Corozal, con cui disputa alcuni incontri dei play-off scudetto della Liga de Voleibol Superior Femenino 2024. Nella seguente annata sportiva disputa nuovamente l'Athletes Unlimited, approdando in seguito alla LOVB Omaha, impegnata nella League One Volleyball 2025.

## Palmarès

### Premi individuali
- 2019 - All-America Third Team
- 2022 - All-America First Team
- 2022 - NCAA Division I: Stanford Regional MVP